# Mizeria
La mizeria è un'insalata polacca a base di cetrioli e panna acida.

## Descrizione
Tra le insalate più note in Polonia, la mizeria è in genere composta da cetrioli grattugiati o tagliati a fettine sottili ed è condita con panna acida. Meno comunemente, al posto della panna acida, può contenere olio, latte acido, il kefir, lo yogurt bianco o il latticello come amalgamante. Altri possibili ingredienti aggiuntivi includono cipolle, pepe o succo di limone, zucchero, aneto, erba cipollina, menta o prezzemolo. La mizeria viene solitamente servita insieme a un piatto principale ed è consigliata come contorno per la carne e il pesce.

## Etimologia
Come suggerisce il suo nome, la mizeria ha origini molto umili. Si pensa che derivi dalla parola francese misère (lett. "miseria, povertà") e, molto probabilmente, esprime l'atteggiamento sprezzante dell'aristocrazia polacca nei confronti di questo tradizionale piatto contadino.